# Kloster Sâmbăta de Sus

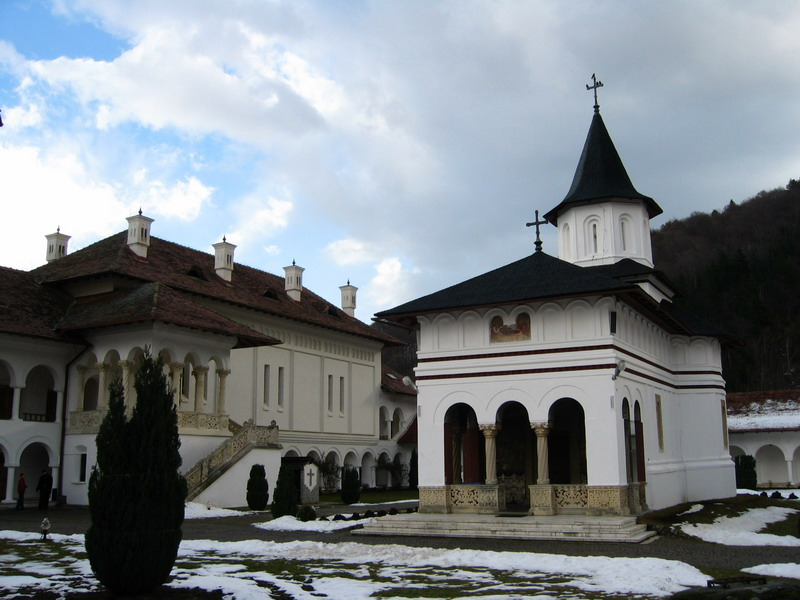
Innenhof mit Klosterkirche (2005)

Das Kloster Sâmbăta de Sus (rum.: Mănăstirea Sâmbăta de Sus) ist der wichtigste rumänisch-orthodoxe Wallfahrtsort in Siebenbürgen. Es liegt beim Dorf Sâmbăta de Sus im Kreis Brașov, nahe der Stadt Făgăraș (Fogarasch), direkt an den nördlichen Ausläufern der Transsilvanischen Alpen. Es geht auf eine Stiftung des Wojwoden der Walachei, Constantin Brâncoveanu, aus dem Jahr 1697 zurück, wurde jedoch unter habsburgischer Herrschaft 1785 aufgelöst und verfiel im 19. Jahrhundert komplett. Die heutige Klosteranlage wurde später in altem Stil neu errichtet und 1993 neu eingeweiht.
Das Kloster trägt das Patrozinium der Mariä Himmelfahrt (rum.: Adormirea Maicii Domnului), da der Stifter Constantin Brâncoveanu an einem 15. August als Märtyrer gestorben ist.

## Geschichte

Fogarascher Land: gelb, zwischen Fluss Alt und Fogarascher Gebirge, orange, im Südsüdosten der Karte

Das Kloster Sâmbăta befindet sich im historischen Fogarascher Land, einer Region im Süden Siebenbürgens, die nicht von Siebenbürger Sachsen besiedelt war. Zwischen dem Fluss Alt und dem Fogarascher Gebirge gelegen, war diese Region mehrheitlich von Rumänen besiedelt und daher ein Zentrum der orthodoxen Kirche in Siebenbürgen. Inwieweit an der Stelle des heutigen Klosters schon im Mittelalter und in der frühen Neuzeit eine Einsiedelei (rum.: sihăstrie) bestanden hat, ist jedoch unter Historikern umstritten. Dahingehende Vermutungen stützen sich auf die Person des Adeligen (vornic) Ivașcu, der in der zweiten Hälfte des 16. Jahrhunderts Besitzer des Gutes um Sâmbăta de Sus war. Die Quellenlage verdichtet sich aber erst im 17. Jahrhundert, als 1654 Preda Brâncoveanu in den Besitz des Gutes kam. Es wird vermutet, dass zu seinen Lebzeiten dort eine Holzkirche bestand. In diesem Zusammenhang wird auch ein Einsiedler mit Namen Athanasios erwähnt, der sich 1655 mit sieben Schülern hier niedergelassen haben soll.

### Gründung
Als nach der Zweiten Wiener Türkenbelagerung ab 1686 österreichische Truppen Siebenbürgen besetzen und die osmanische Oberhoheit endgültig beenden, kommt es zu einem Machtkampf um die konfessionelle Dominanz. Die Habsburger unter Kaiser Leopold I. versuchen, die orthodoxe rumänische Bevölkerung dazu zu bewegen, sich vom griechischen Patriarch von Konstantinopel loszusagen und den Supremat des Papstes in Rom anzuerkennen. Gleichzeitig ist auch der calvinistische ungarische Adel, etwa unter Michael I. Apafi und später Emmerich Thököly, bestrebt, den Einfluss ihrer Konfession auszuweiten. Im Jahr 1700 akzeptiert schließlich ein Großteil des siebenbürgischen orthodoxen Klerus unter dem Metropoliten von Alba Iulia, Atanasie Anghel, eine Union mit der katholischen Kirche und es entsteht die griechisch-katholische Kirche, die zwar den byzantinischen Ritus beibehält, aber nun mit Rom uniert ist.
Dies stieß jedoch auf den Widerstand des damaligen Wojwoden der Walachei, Constantin Brâncoveanu, der als Enkel von Preda Brâncoveanu auch Besitzer von Gütern nördlich der Karpaten war, unter anderem des Gutes um Sâmbăta. Um das Jahr 1696 ließ er in Sâmbăta de Sus eine Kirche aus Stein und Ziegel errichten, die als Keimzelle des Klosters gilt. Aufgrund fehlender Originalinschriften wird das Bestehen eines Klosters an dieser Stelle durch ein aus Buzău überliefertes Triodion datiert. In dem österlichen Ritualbuch wird nach alter orthodoxer Zeitrechnung für das Jahr 7209 nach Erschaffung der Welt (entspricht dem Jahr 1701 nach Christus) ein Kloster in Sâmbăta de Sus erwähnt.
Daneben förderte Brâncoveanu weitere Klöster in Siebenbürgen, um deren Abfallen von der Orthodoxie zu verhindern. Sâmbăta de Sus sollte sich aber zum wichtigsten orthodoxen Kloster der Region entwickeln. Als Constantin Brâncoveanu politische Verhandlungen mit Österreich und dem russischen Zaren aufnahm, zog er das Misstrauen der Türken auf sich. Er wurde gemeinsam mit seinen vier Söhnen festgenommen und 1714 in Konstantinopel hingerichtet. Der Überlieferung nach hat er sich trotz Folter geweigert, seinen Glauben aufzugeben und zum Islam überzutreten. Er gilt deshalb in der orthodoxen Kirche als Märtyrer und wurde 1992 heiliggesprochen.

### Konfessionelle Machtkämpfe
In der Folge kam es zu Machtkämpfen zwischen dem unierten Klerus und dem weiter unter südlichen Einfluss stehenden orthodoxen Kloster in Sâmbăta. Der unierte Dekan von Fogarasch, Constantin Ioanovici, beklagte sich 1751–1752 beim Kirchenkonsistorium von Blaj über den Abt Visarion, der sich in die Angelegenheiten der Dorfpriester einmische. Der unierte Vikar von Blaj, Petru Pavel Aaron, machte daraufhin eine Visitationsreise in das Fogarascher Land und versuchte, sowohl die einheimische Bevölkerung und die Dorfpriester, aber auch die Mönche des Klosters Sâmbăta zum Anschluss an die unierte Kirche zu überzeugen.
Im Jahr 1761, in der Regierungszeit Maria Theresia als Fürstin von Siebenbürgen, sollte die kirchliche Einheit mit militärischen Mitteln hergestellt werden. Dem kaiserlichen General Bukow wurde eine Liste von orthodoxen Klöstern übergeben, die aufzulösen seien. Im Fogarascher Land, wo Nikolaus (Miklós) Bethlen für die Durchführung des Befehls zuständig war, wurden orthodoxe Holzkirchen niedergebrannt und alle nicht unierten Klöster aufgelöst; nur Sâmbăta wurde verschont, wahrscheinlich durch Intervention der Familie Brâncoveanu, die immer noch im Besitz des Dorfes Sâmbăta des Sus war.
Daraufhin beruhigten sich allerdings die politischen und konfessionellen Konflikte. 1768 machte der unierte Bischof Athanasius Rednic eine Visitation der Region, bei der er auch das Kloster Sâmbăta besucht und Abt Visarion traf. Dieser führte mit Spenden der Bojaren Nicolae und Manolache Brâncoveanu Renovierungsarbeiten an der Klosterkirche durch. Aus dieser Zeit sind auch die Namen der Freskenmaler Ionașcu und Pană Mihai überliefert, die neben dem Kloster Sâmbăta auch die orthodoxe Kirche von Avrig (Freck) gemalt haben.

### Auflösung 1785 unter Joseph II.

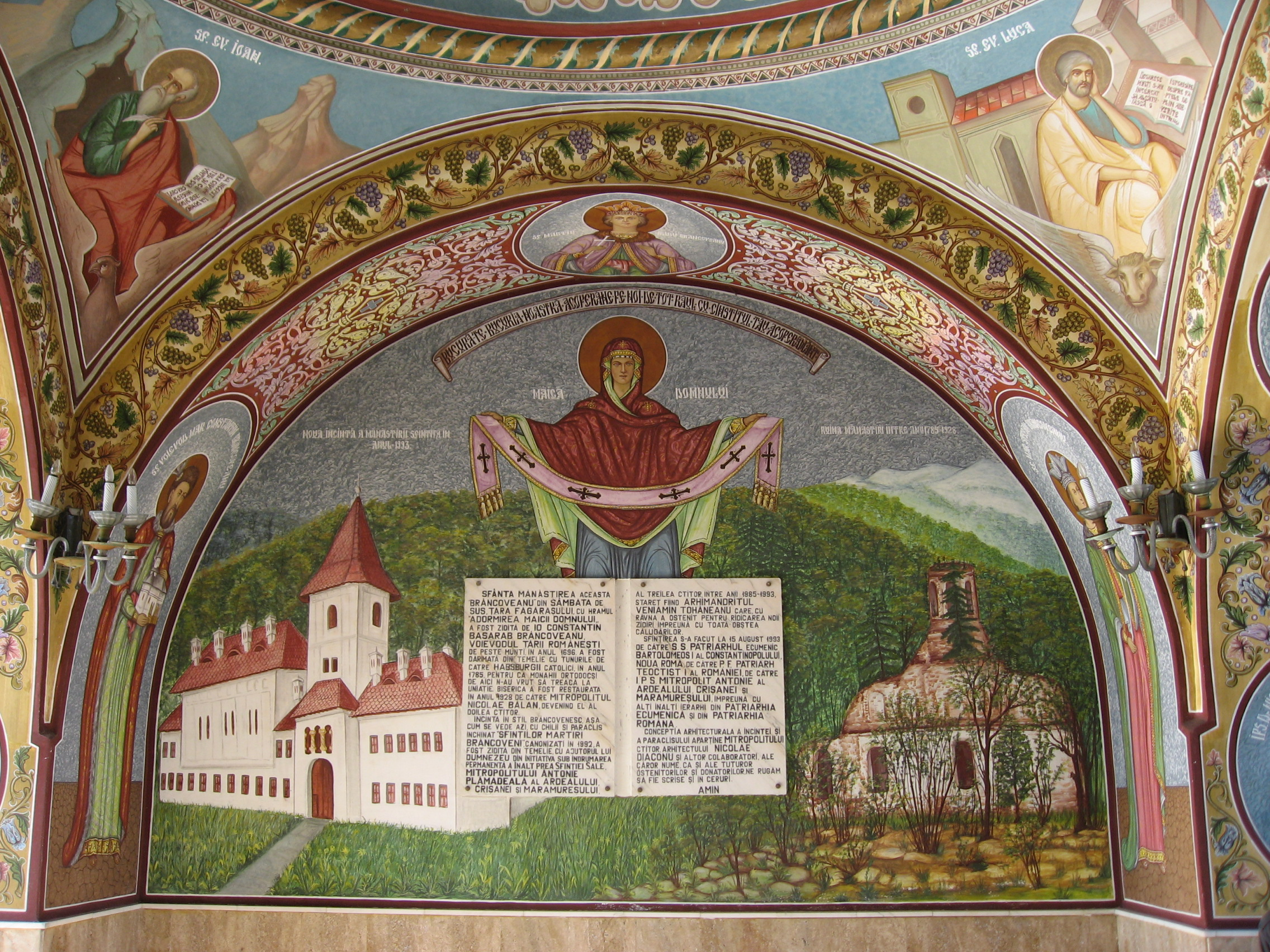
Wandgemälde und Inschrift aus 1993 an der Pforte: Rechts die 1785–1928 verfallene Ruine, links die Wiedererrichtung von 1993. (2009)

1772 verlor die Familie Brâncoveanu wegen hoher Schulden das Gut Sâmbăta des Sus und konnte daher nicht mehr ihre schützende Hand über das Kloster halten. Dies hatte besonders Konsequenzen, als nach Maria Theresias Tod ihr Sohn Joseph II. 1780 die Herrschaft übernahm. Dieser von der Aufklärung beeinflusste radikale Reformer gewährte zwar 1781 im Toleranzpatent erstmals auch den orthodoxen Gläubigen volle Religionsfreiheit, doch war er ein entschiedener Gegner der Klöster, sowohl der katholischen als auch der orthodoxen. Im Patent vom 12. Dezember 1782 erließ der Wiener Hof den Befehl zur Säkularisation aller Mönchs- und Nonnenklöster im Habsburgerreich, die sich nur dem kontemplativen Leben verschrieben haben und keine sozialen Dienste für die Gesellschaft leisteten. Trotz walachischer Interventionen wurde das Kloster schließlich im November 1785 aufgelöst. Hegumenos Visarion, der als Abt das Kloster seit 1746 geleitet hatte, musste zurücktreten, die Gebäude werden aufgegeben und teilweise abgerissen. Auf dem Sterbebett 1790 nahm Kaiser Joseph II. zwar die meisten Gesetze seiner antiklerikalen Politik zurück, das Kloster Sâmbăta blieb aber verlassen.

### Restaurierungsversuche im 19. Jahrhundert
Nach den Wirren der Napoleonischen Kriege versuchte im Jahr 1817 die orthodoxe Nonne Maria Borșoș aus Fogarasch, das Kloster neu aufzubauen und erbat von Kaiser Franz I. in Win finanzielle Unterstützung. Die Siebenbürgische Hofkanzlei berief sich jedoch auf das Patent von 1782 und empfahl, dem Ansuchen nicht statt zu geben. Am 15. November 1817 schloss sich der Kaiser in Wien dem Vorschlag der Hofkanzlei an und gewährte keine Mittel. Die Reste der Klostergebäude verfielen dadurch weiter. Später besuchte der orthodoxe Metropolit von Siebenbürgen Andrei Șaguna die Ruinen, konnte jedoch auch keine Mittel für eine Instandsetzung auftreiben. Durch seinen Besuch ist jedoch eine Beschreibung der damals noch vorhandenen Gebäudeteile erhalten.
1889 besuchte der ehemalige Vikar-Metropolit Ilarion Pușcariu das ehemalige Kloster, das mittlerweile von Wald umwuchert war. Er beschrieb die Klosterkirche in ihrer Substanz noch weitgehend erhalten, nur der Säuleneingang und der Altarbereich waren stärker beschädigt. Der griechisch-katholische Protonotar Ioan Turcu besuchte die Stätte ebenfalls und konnte die Freskeninschriften von 1696 und aus der Zeit der Renovierung 1766 entziffern. Diese Information ist nur durch seine Aufzeichnungen und denen von Andrei Șaguna überliefert, da die Fresken später weiter verfielen. Der rumänische Schriftsteller und Historiker Nicolae Iorga besuchte die Ruinen ebenfalls um die Jahrhundertwende.

### Renovierung im Königreich Rumänien

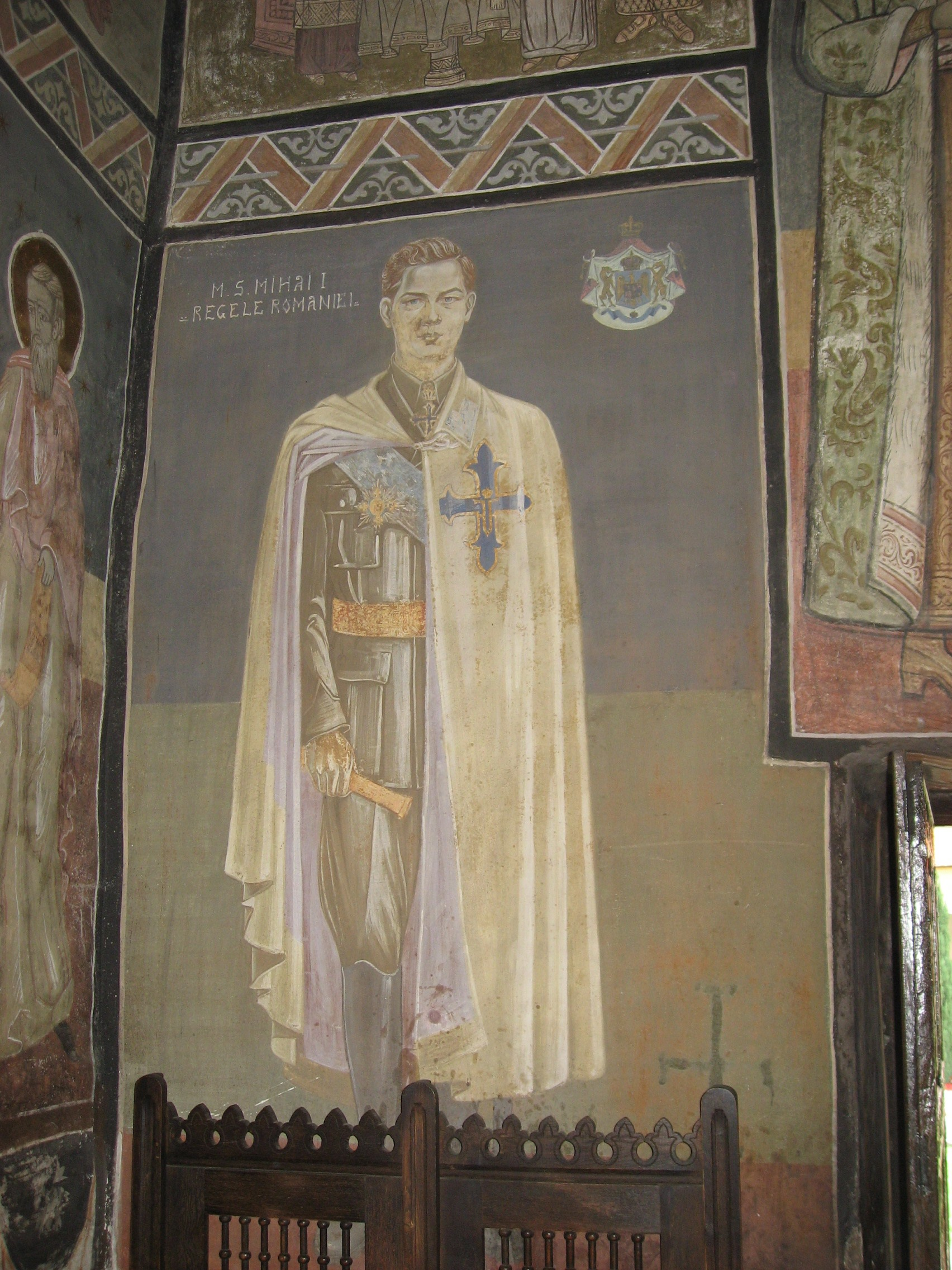
Fresko von König Michael I. in der 1946 neu eingeweihten alten Klosterkirche

Nach dem Ersten Weltkrieg und der Auflösung der Österreich-Ungarischen Monarchie kam Siebenbürgen an das Königreich Rumänien. Im Zuge der Bodenreform von 1922 bekam der rumänisch-orthodoxe Metropolit von Sibiu die ehemaligen Ländereien der Familie Brâncoveanu um Sâmbăta de Sus zugesprochen. Metropolit Nicolae Bălan, der die monastische Tradition in Siebenbürgen wiederbeleben wollte, setzte sich darauf für die Wiedererrichtung des Klosters ein. Im Sommer 1926 begannen die Renovierungsarbeiten an der Klosterkirche, die jedoch durch die folgende Weltwirtschaftskrise verzögert wurden. Erst nach dem Zweiten Weltkrieg konnten die Arbeiten abgeschlossen werden. Am 15. August 1946 wurde die Kirche neu eingeweiht, noch kurz vor Absetzung des Königs Michael I., der deshalb als zweiter Stifter des Klosters gilt und dessen Bildnis im Eingangsbereich der Kirche als Fresko verewigt ist. Die 1947 folgende Machtergreifung der Kommunisten im Land verhinderte jedoch einen weiteren Ausbau des Klosters. Von 1940 bis 1949 war der Theologe und Maler Arsenie Boca Abt (rum.: stareț) des Klosters.

### Das Kloster in der Zeit des Kommunismus
In der ersten Phase des Kommunismus in Rumänien war das Regime stark auf Moskau ausgerichtet und förderte den Atheismus, wenn auch nicht so intensiv wie in der Sowjetunion. Durch das Dekret 410 mussten im Jahr 1959 die meisten Mönche sowohl in Sâmbăta als auch im ganzen Land ihr Kloster verlassen. Später wurden die Repressionen gegenüber der Religion gelockert, und so konnten in den Jahren 1962–1963 erneut Renovierungsarbeiten durchgeführt werden. Als 1965 Nicolae Ceaușescu an die Macht kam, änderte sich die Religionspolitik erneut. Ceaușescu schwenkte immer mehr auf einen stark rumänisch-nationalistischen Kurs und begann deshalb die rumänisch-orthodoxe Kirche zu fördern, während besonders die griechisch-katholische Kirche immer härter unterdrückt wurde. In dieser Zeit wurden nun die Renovierungsarbeiten der erhaltenen Gebäude vorangetrieben und der Klosterkomplex durch den Neubau weiterer Gebäude abgerundet. Unter der Patronanz von Antonie Plămădeală, Metropolit von Siebenbürgen, wurde sorgfältig darauf Wert gelegt, alles im historischen Brâncoveanu-Stil zu bauen.
Durch die Rumänische Revolution 1989 wurden die Arbeiten teilweise unterbrochen, doch konnten die Bauarbeiten schließlich im Jahr 1993 abgeschlossen und das Kloster neu eingeweiht werden.

## Bilder

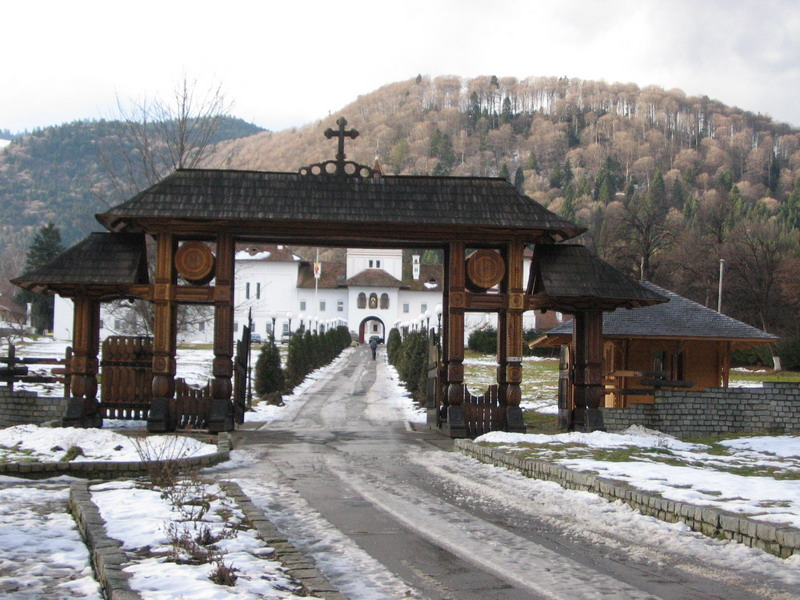
Pforte zum Klosterbezirk
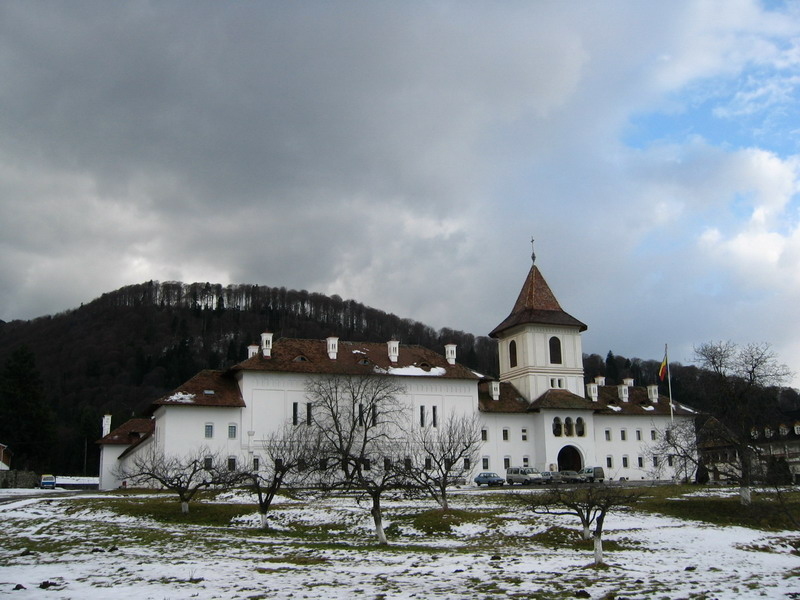
Außenansicht
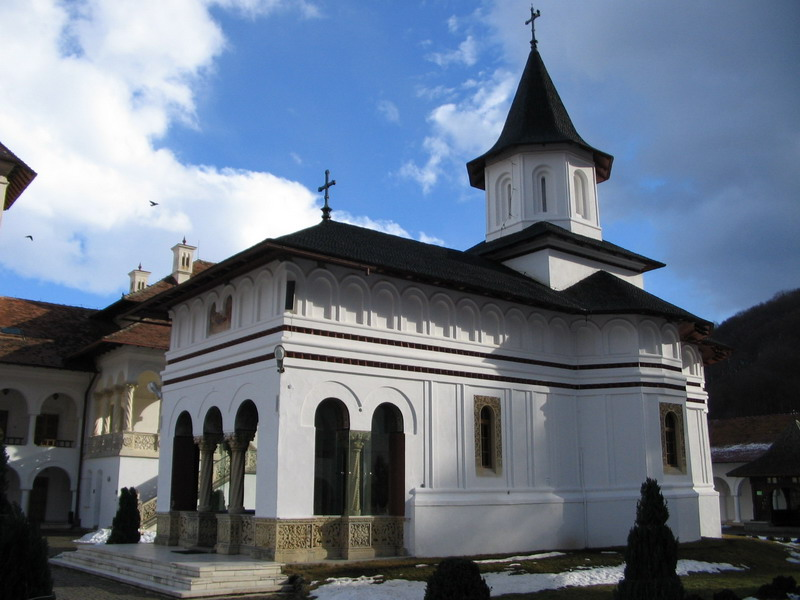
Alte Klosterkirche
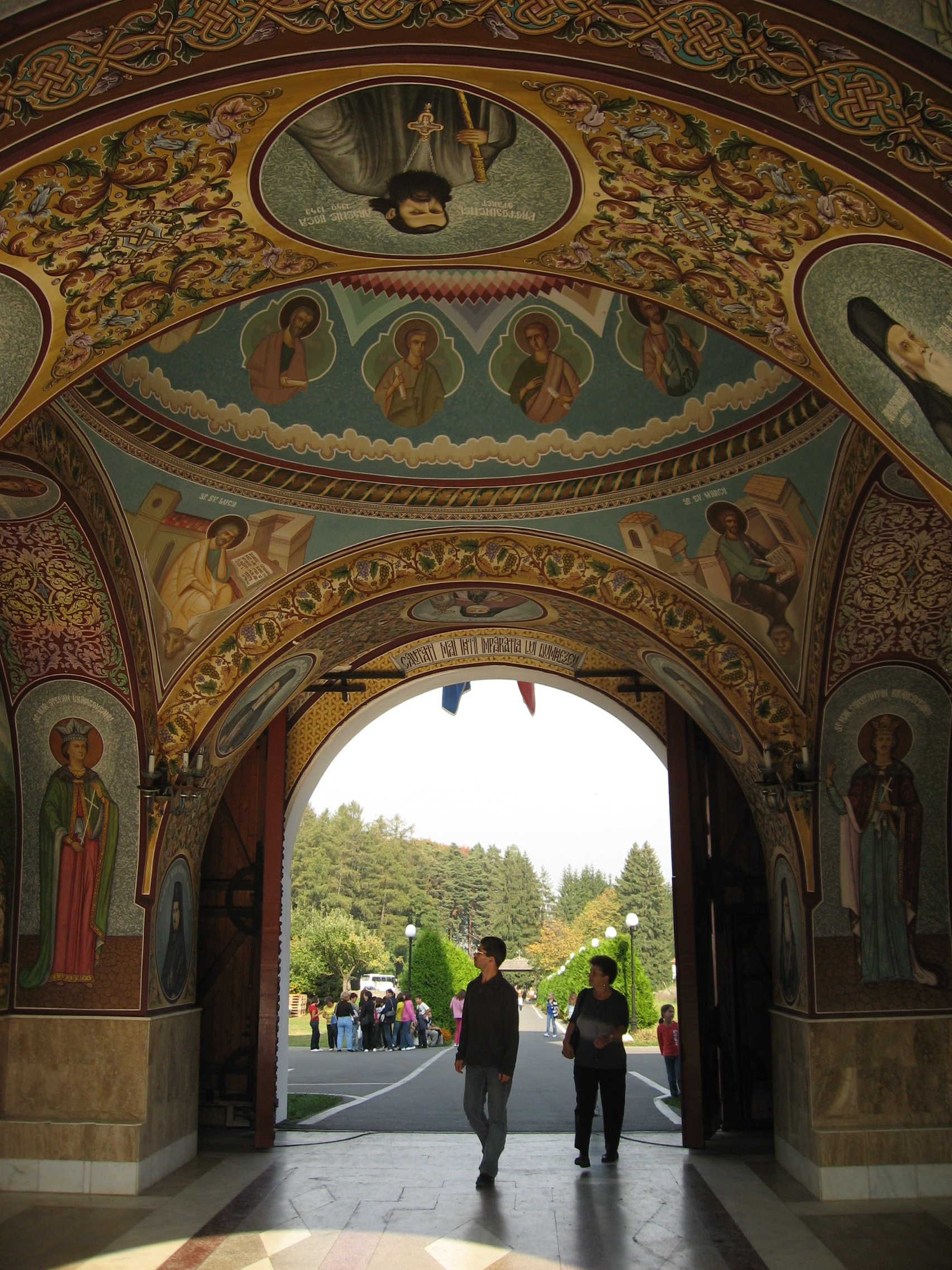
Eingangstor
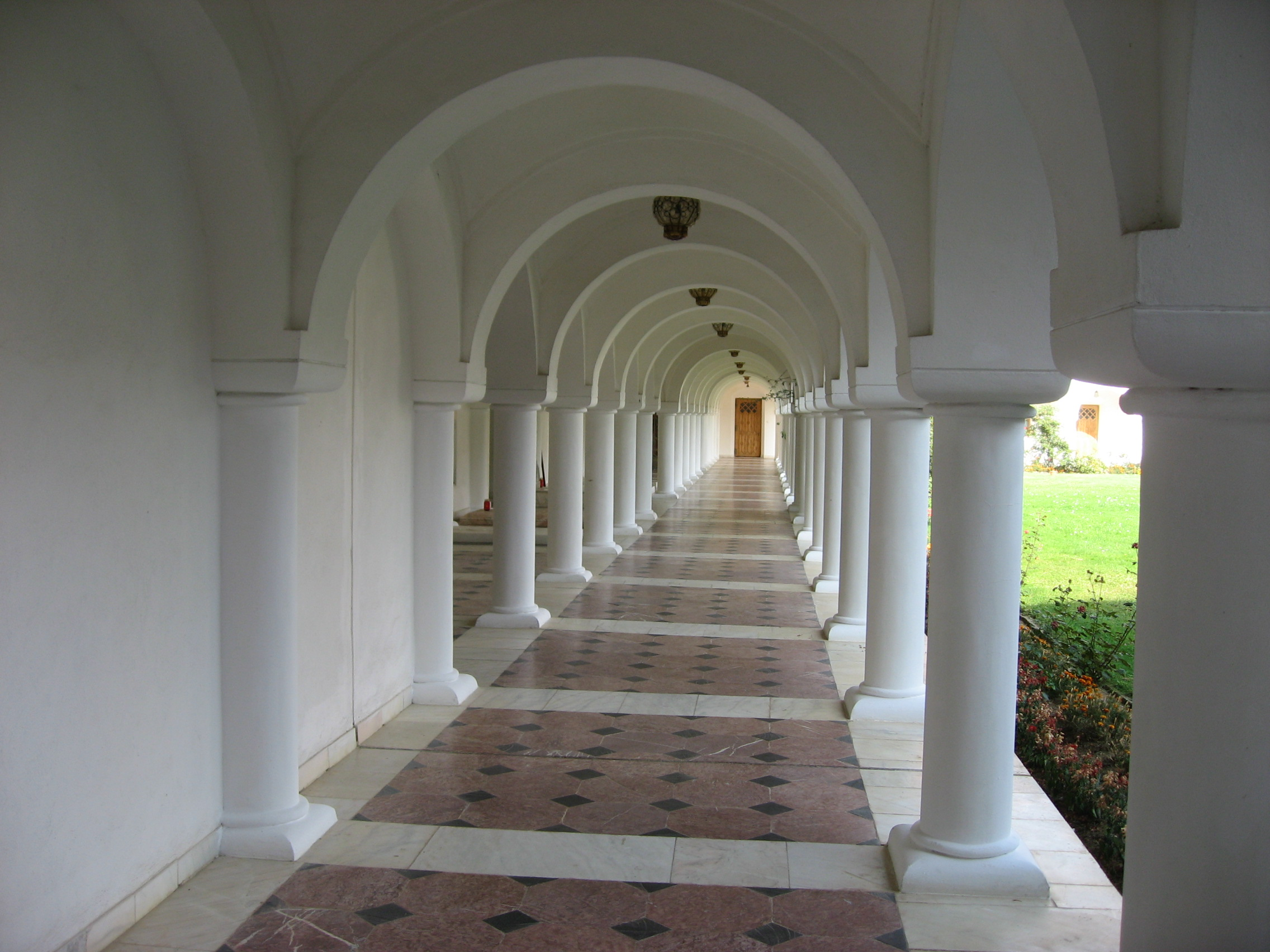
Kreuzgang
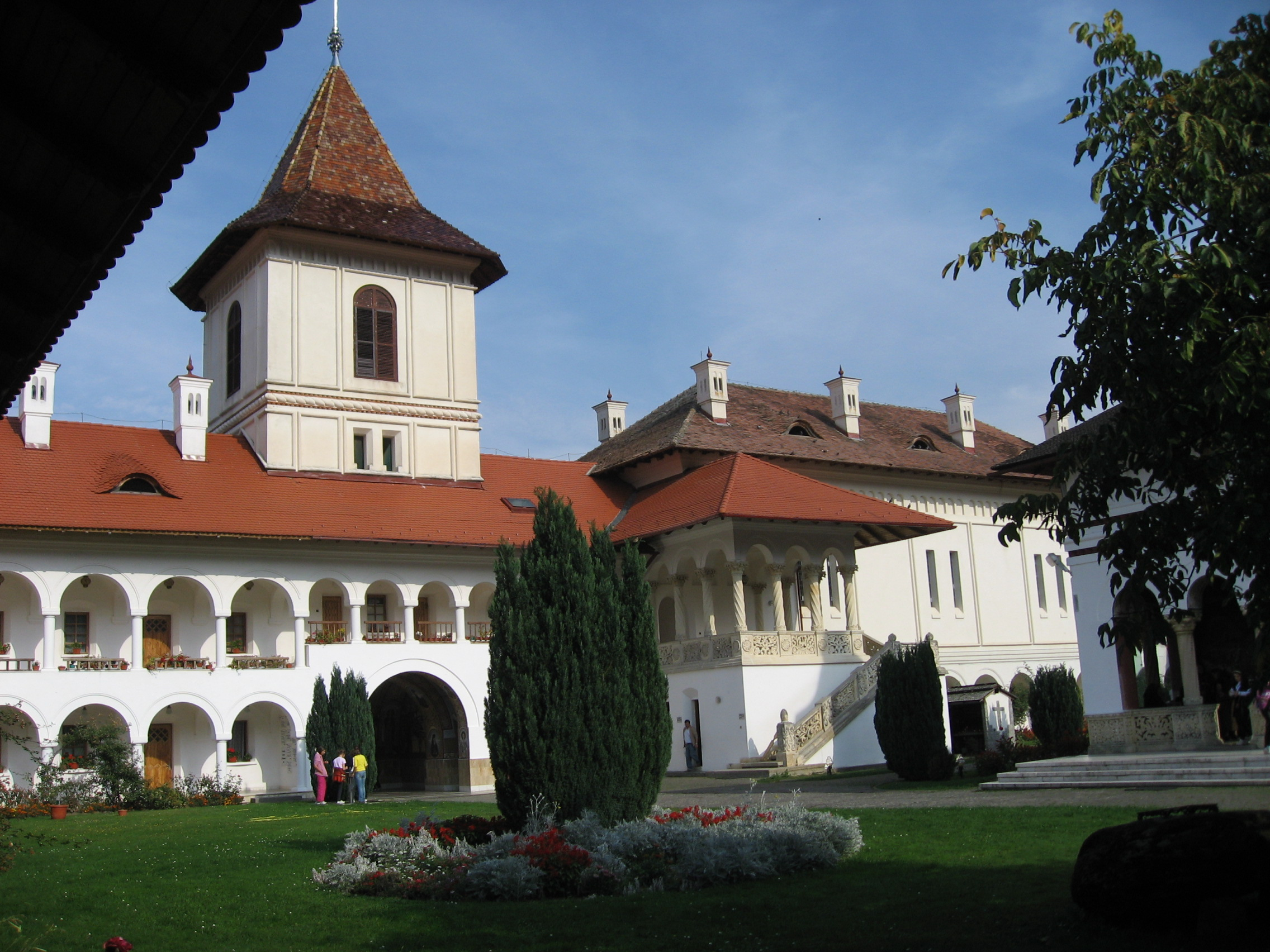
Innenhof
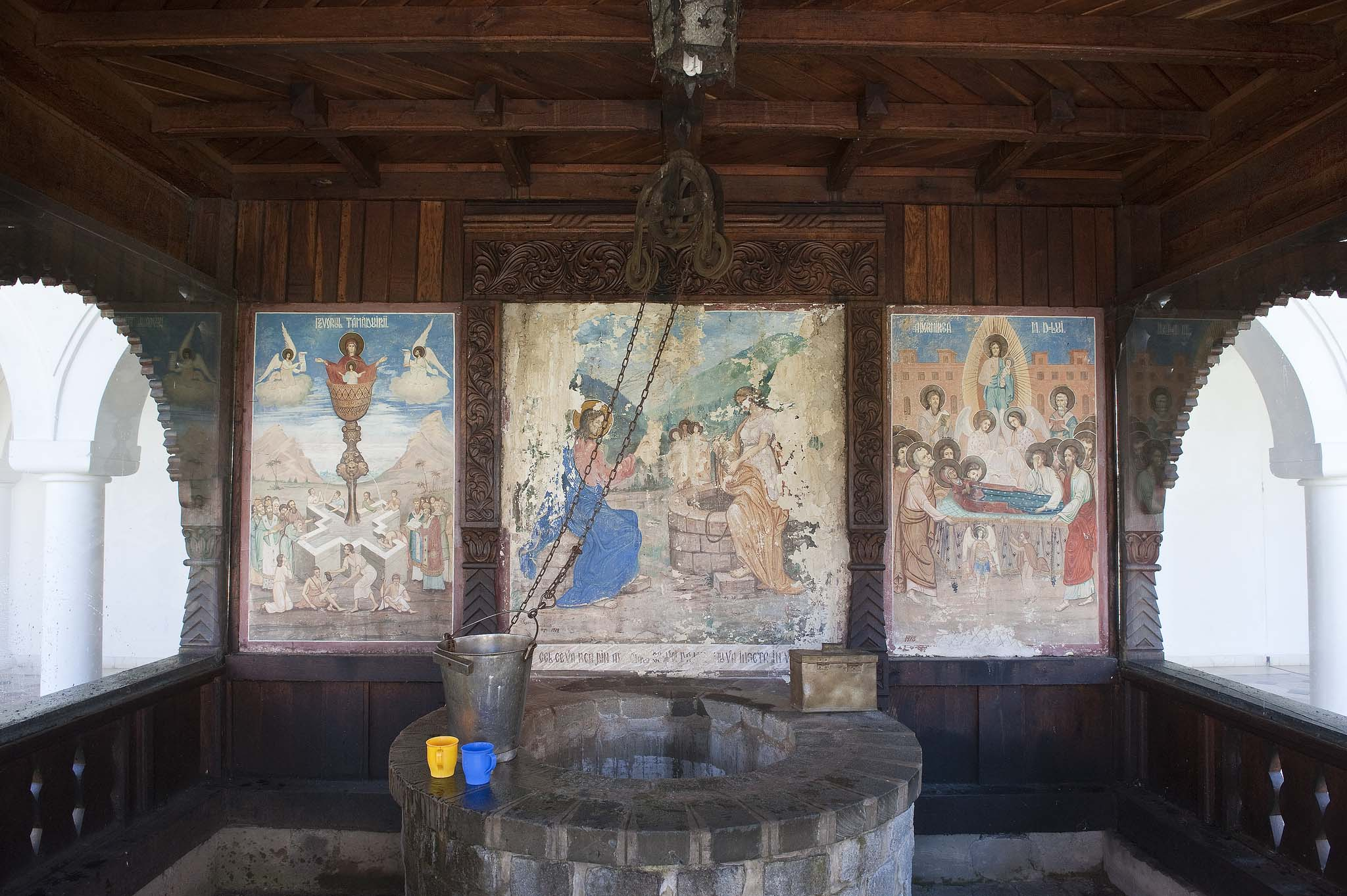
Heilbrunnen
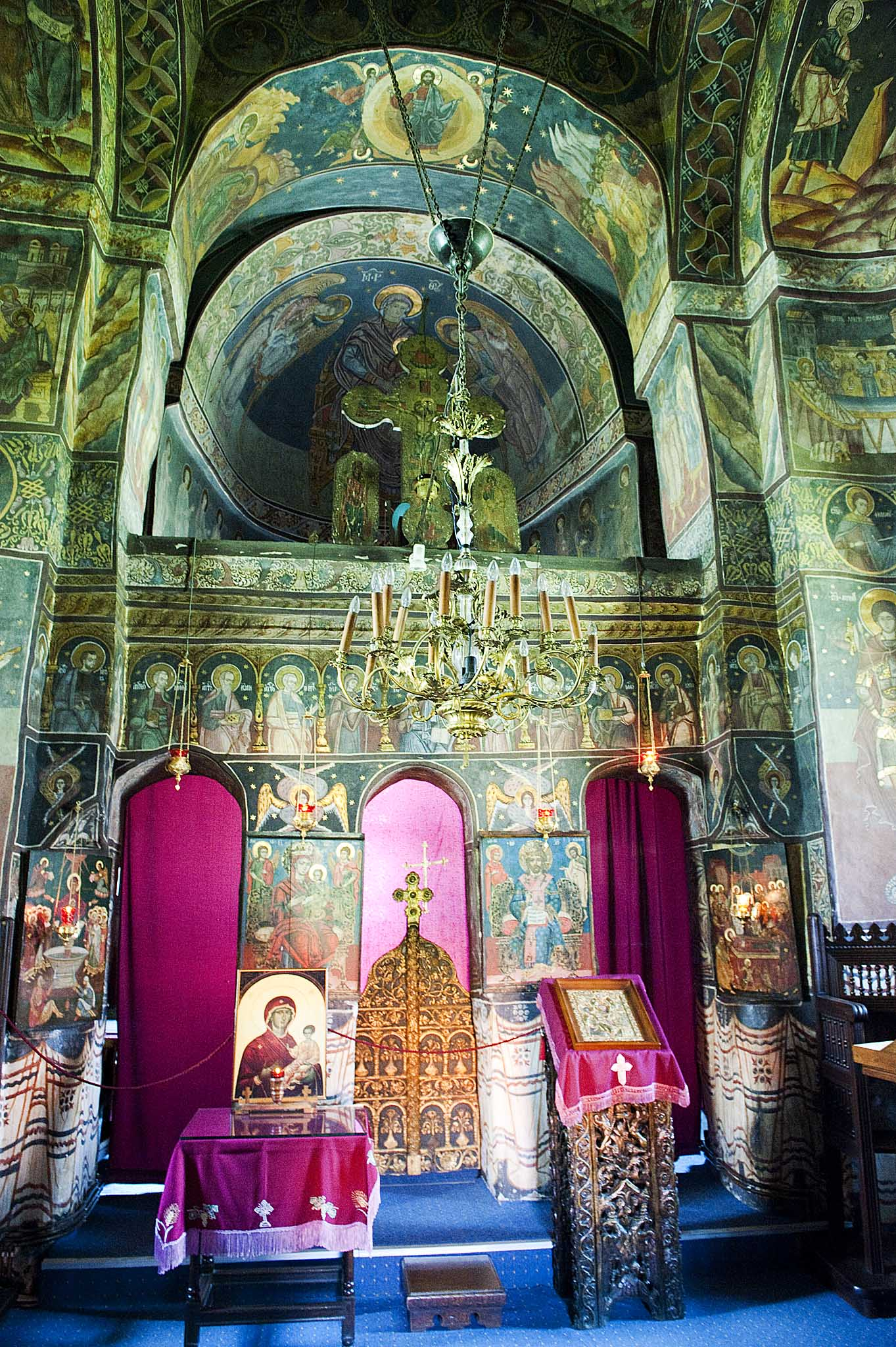
Ikonostase der alten Kirche
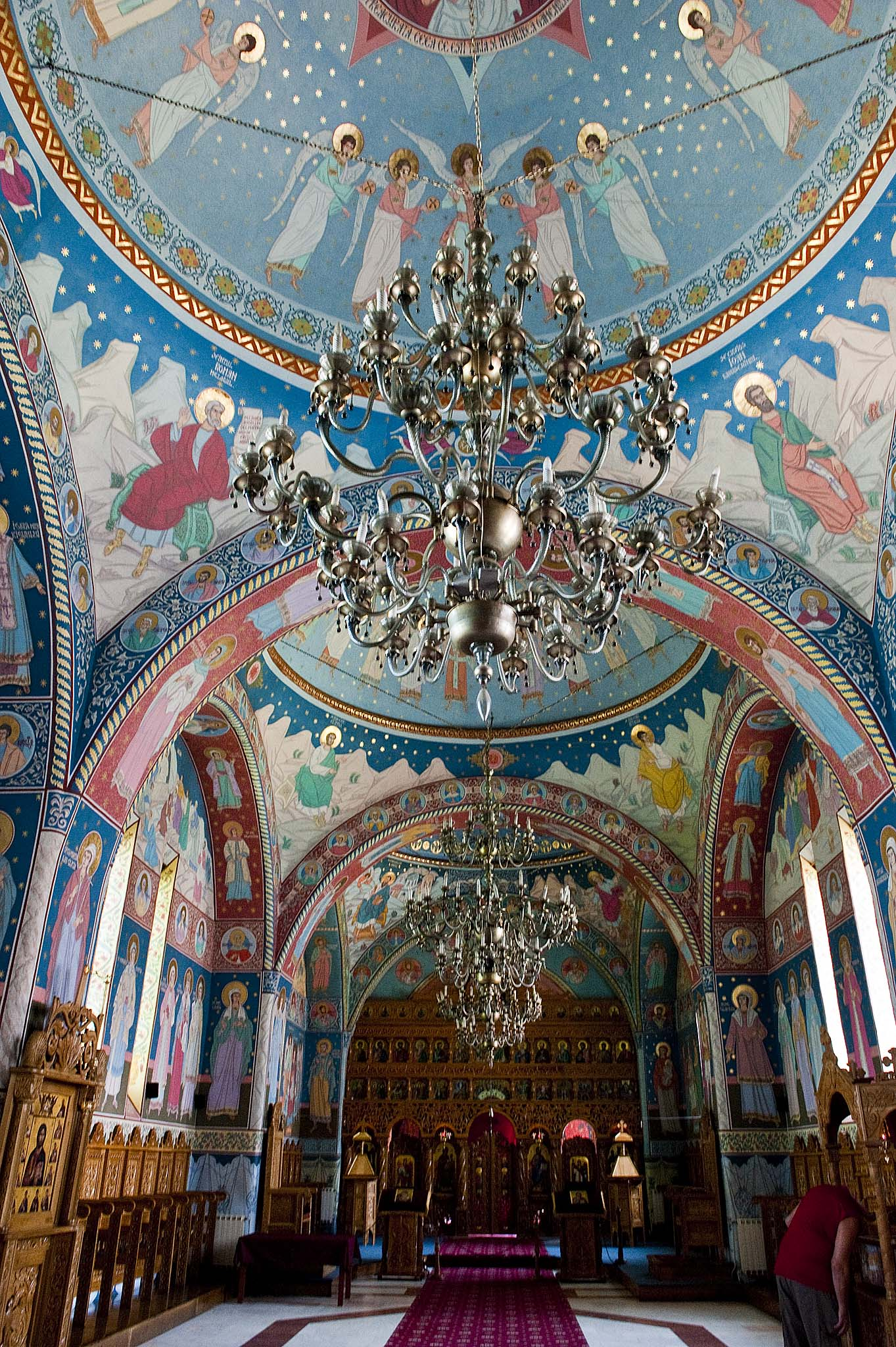
Innenraum der neuen Kirche